# Pablo Mouche
Pablo Mouche, né le 11 octobre 1987 à San Martín (Argentine), est un footballeur international argentin évoluant au club de Sud América.

## Carrière
Attaquant formé à Estudiantes de Buenos Aires, il signe en 2005 avec Boca Juniors d'où il est prêté en 2007 à Arsenal de Sarandi.
Sélectionné en 2007 avec l'Argentine pour le championnat des moins de 20 ans d'Amérique du Sud, il fait son retour à Boca dont il intègre progressivement le groupe professionnel et avec lequel il remporte le championnat Apertura en 2008. 
Devenu titulaire dans son club, il fait ses débuts en équipe nationale en mars 2011, lors d'une victoire 4-1 sur le Venezuela au cours de laquelle il marque deux buts.
En juillet 2012, il signe pour trois saisons au club turc Kayserispor.